# Selaginella articulata
Selaginella articulata är en mosslummerväxtart som först beskrevs av Kze., och fick sitt nu gällande namn av Antoine Frédéric Spring. Selaginella articulata ingår i släktet mosslumrar, och familjen mosslummerväxter. Inga underarter finns listade i Catalogue of Life.